# Sidibé Fatoumata Kaba
Sidibé Fatoumata Kaba est une diplomate et femme politique guinéenne. Ambassadrice de Guinée aux États-Unis depuis 2022, elle a été ministre des Affaires étrangères de 2005 à 2006, puis ministre en charge de la Coopération internationale de 2006 à 2007 sous la présidence de Lansana Conté.
Elle a également été ambassadrice de Guinée au Nigeria (2002-2005), en Éthiopie (2013-2017) et auprès des Nations-Unies (2018-2020).

## Biographie
Après des études en économie et philosophie, Sidibé Fatoumata Kaba décroche un diplôme en relations internationales à l'Institut des relations internationales du Cameroun en 1985.
À partir de 2002, elle devient ambassadrice de Guinée au Nigeria ainsi que représentante permanente du pays auprès de la CEDEAO. Elle reste à ce poste jusqu'en 2005.
À l'occasion d'un remaniement annoncé en mars 2005, elle quitte son poste d'ambassadrice pour remplacer Mamady Condé au poste de ministre des Affaires étrangères de Guinée. Elle reste à ce poste jusqu'en 2006, date où elle est nommée ministre en charge de la Coopération internationale jusqu'en 2007.
En 2013, le président Alpha Condé la nomme ambassadrice de Guinée en Éthiopie, ainsi que représentante permanente auprès de l'Union africaine. Elle a alors également juridiction en Tanzanie, en Ouganda, au Kenya, en Somalie et à Djibouti. Elle reste à ce poste jusqu'en 2017.
En 2018, elle devient représentante permanente de la Guinée auprès des Nations Unies avant d'être démise de ses fonctions le 16 septembre 2020 par un décret d'Alpha Condé.
En décembre 2022, le président de la transition Mamadi Doumbouya la nomme ambassadrice aux États-Unis.